# Стексен, Анна
Анна Стексен (швед. Anna Magdalena Stecksén, 27 мая 1870 — 15 октября 1904) — шведский врач, первая шведка, защитившая докторскую диссертацию по медицине.

## Биография
Анна Стексен родилась в Стокгольме в 1870 г. Её родителями были военный офицер Юхан Стексен и Магдалена Кристина Йертман. Лингвист Юнас Стексен приходился ей дедушкой. У неё была сестра Хедда Юханна Кристина Стексен.
По настоянию отца Анна получила высшее образование: в 1889 г. закончила в Стокгольме лицей для девочек, в дальнейшем обучалась в Уппсальском университете, в 1890 г. получив степень бакалавра, и в Каролинском институте, в котором изучала патологию. Институт она закончила в 1893 г. в 1897 г. получила медицинскую лицензию, в 1898—1899 гг. обучалась в Тюбингене и Париже. В 1900 г. Анна защитила докторскую диссертацию, посвящённую изучению влияния дрожжей Saccharomyces cerevisiae на возникновение раковых опухолей. Её исследования не привели к каким-либо однозначным результатам, но были достаточно интересны, и Анна стала первой шведкой с докторской степенью по медицине.
В дальнейшем она продолжала изучать патологию, публиковала статьи по малярии и бактериологии, исследовала возможность использования дрожжей в качестве лекарств, написала руководство по технике вскрытия, читала лекции для Шведской медицинской ассоциации. Кроме того она преподавала здравоохранение и гигиену в школах для девочек в Стокгольме. В 1902 г. она получила грант на поездку в Финляндию, но заболела инфекционной болезнью, была вынуждена отказаться от места в Каролинском институте и уехать с отцом и сестрой в Седертелье. От инфекции она так и не вылечилась и скончалась в 1904 г. Была похоронена в Стокгольме. Замужем она не была.